# Castello di Hohenzollern
Il castello di Hohenzollern, in tedesco Burg Hohenzollern è un castello non lontano dalla città di Tubinga, in Germania. Appartenne e fu fatto costruire dalla nobile famiglia prussiana degli Hohenzollern, che visse qui dall'Alto Medioevo alla prima guerra mondiale.

## Posizione geografica
Il castello si trova sulla sommità del Monte Hohenzollern ad un'altitudine di 855 metri, al di sopra dell'abitato di Hechingen e nel territorio del comune di Bisingen.

## Storia e descrizione

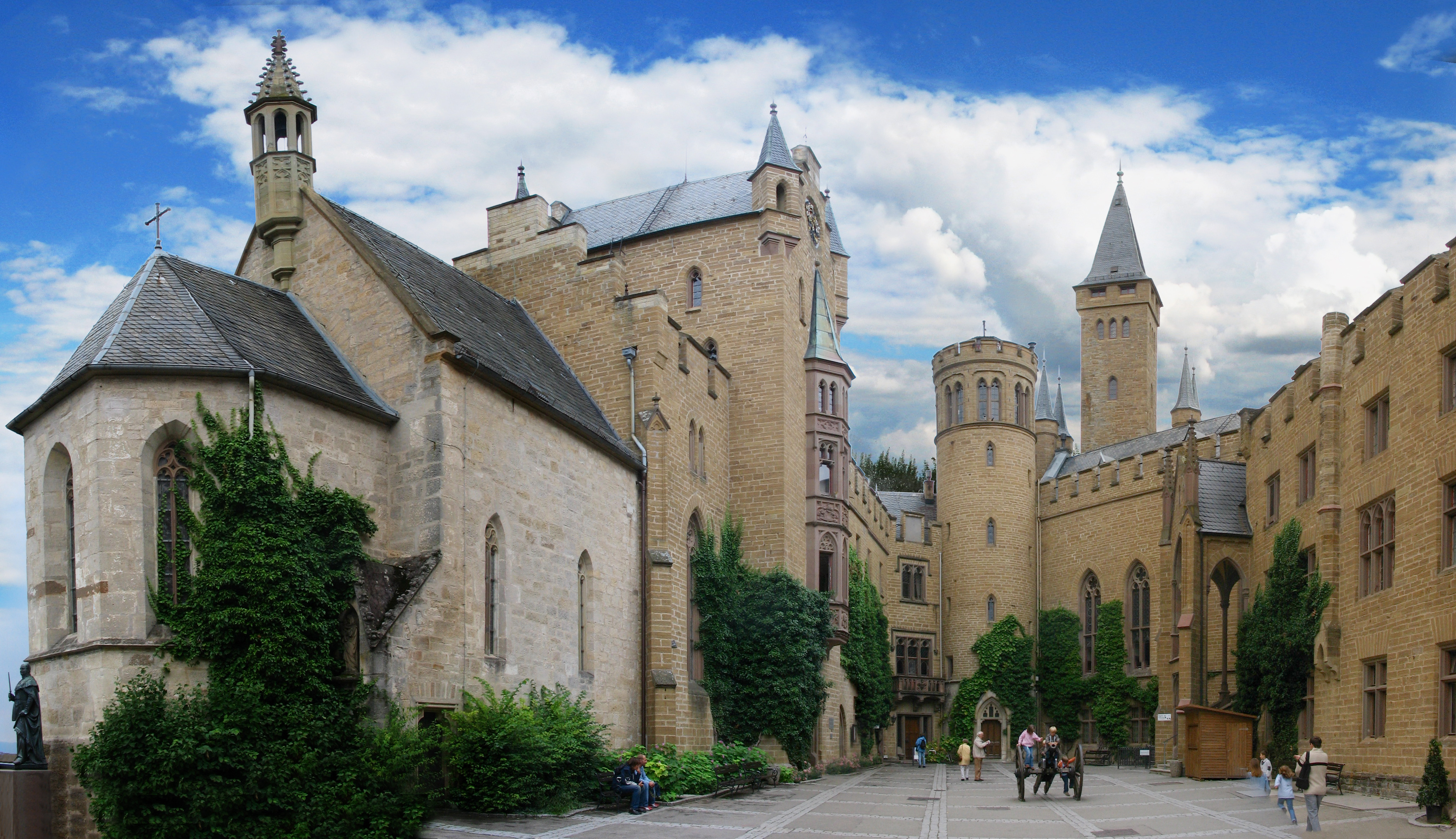
Cortile interno

Costruito originariamente nella prima parte dell'XI secolo, venne completamente distrutto dopo un assedio di dieci mesi nel 1423 da parte dell'unione di alcune città sveve. Un secondo castello, più ampio, venne costruito dal 1454 al 1461 e servì come rifugio alla famiglia Hohenzollern in periodo di guerra, anche durante la guerra dei trent'anni.
Alla fine del XVIII secolo tuttavia si iniziò a pensare che il castello avesse perso la sua importanza strategica e cadde gradualmente in abbandono. Ciò portò al crollo di diversi edifici. Oggi dell'originario edificio medievale rimane solo la cappella. La terza ricostruzione del castello, come lo vediamo oggi, venne effettuata tra il 1846 e il 1867 dal re Federico Guglielmo IV in stile neogotico a scopi principalmente celebrativi del prestigio della casata Hohenzollern.
È tutt'oggi di proprietà della famiglia ed è aperto al pubblico ospitando molti ricordi della Casa Reale,  tra cui la corona realizzata per Guglielmo II come Re di Prussia.